# Cevimelină
Cevimelina (cu denumirea comercială Evoxac) este un parasimpatomimetic și agent muscarinic, cu acțiune predominantă asupra receptorilor muscarinici M1 și M3. Este utilizată în tratamentul xerostomiei și în sindromul Sjögren.